# 菱川師寿
菱川 師寿（ひしかわ もろひさ、生年不明 - 明和2年10月12日〈1765年11月24日〉）とは、江戸時代の職人、絵師。

## 来歴
菱川師宣の曽孫。山東京伝編『捜奇録』所収の「菱川師宣家譜」によれば師寿は通称佐次兵衛、安房国保田に住み「家業紺屋、書画共に致候得共、画より書よろし」とあり、家業の紺屋の傍ら絵や書を手がけていたことが窺えるが、師寿が誰から絵や書を習ったのかは明らかではない。「菱川師宣家譜」は保田在住の医師渋谷玄竜が京伝の求めに応じて記し、享和2年（1802年）京伝に送ったもので、玄竜は師寿の甥に当たる。『浮世絵事典（定本）』は師寿の作として、「享保時代の肉筆美人画がある」と記すが不明。ほかに師寿の自筆として知られるのは、宝暦11年（1761年）9月に筆写した『大工故事』一巻と、存林寺に伝わる菱川家の位牌の文字だけである。法名は寿山寛齢信士。